# Marisa Merz
Maria Luisa Truccato, nota come Marisa Merz (Torino, 23 maggio 1926 – Torino, 19 luglio 2019) è stata un'artista italiana, esponente della corrente dell'arte povera.

## Biografia
Maria Luisa Truccato, detta Marisa, nasce a Torino, dove ha vissuto ed esercitato prevalentemente la sua attività artistica. Nel 1950 incontra Mario Merz, a cui si unisce in matrimonio e da cui prende il cognome. È l'unica rappresentante femminile dell'arte povera.
Sul piano artistico si fa notare nel 1966 per un'esposizione in cui utilizza il suo appartamento-atelier come spazio espositivo, rendendo indistinte le frontiere fra spazio intimo e luogo pubblico. A partire dal 1967, l'uso di materiali come la lana e il rame, conduttore di energia, prefigurano il percorso dell'arte povera. Con Mario Merz raggiunge il movimento dell'arte povera lo stesso anno.
Nel 1968, Marisa Merz passa alle trame di fili di rame e di nylon. Poi fonde dei piccoli oggetti, come cartoline postali, nella cera bianca, evocando un bozzolo protettivo. Nel 1969 presenta le sue trame ed i suoi piccoli oggetti nello spazio. In seguito dedica numerose opere alla figlia Bea, come un'altalena o una trama che forma il nome della bambina.
Negli anni settanta, produce una serie di installazioni mescolando gli oggetti elaborati precedentemente (fili di rame, cera, trame..) secondo una disposizione che sembra casuale o variabile secondo i luoghi d'esposizione. Produce anche teste in legno o in terra grezza o anche ornate di foglie d'oro o di fili di rame, così come due serie di disegni, l'una alla matita nera su tela, l'altra a pastello e cera, spesso su cartone. Sulla prima, una rete molto sottile di arabeschi sembra tracciare i contorni fragili di un viso. I volti della seconda sono colorati e molto espressivi.
All'inizio degli anni ottanta, per ragioni legate al suo percorso artistico, ma che si riveleranno provvisorie, decide di rinunciare alle esposizioni personali e partecipa soltanto alle grandi manifestazioni artistiche internazionali. Nel 1992 espone a Documenta 9 di Kassel una piccola fontana di cera.
Le esposizioni personali organizzate al Centre Pompidou nel 1994 e allo Stedelijk Museum nel 1996 consolidano la sua fama internazionale. Le opere di questo periodo, presentate su solidi scaffali in legno o in metallo, creano un contrasto per la loro fragilità e la loro poesia discreta.
Nonostante l'età e la perdita del marito nel 2003, Marisa Merz continua ad elaborare una produzione artistica singolare ed emozionante. Nel 2013, insieme a Maria Lassnig, riceve il Leone d'oro della 55ª Biennale di Venezia.
Introducendo nell'arte contemporanea tecniche che derivano dall'artigianato o dalle attività cosiddette "femminili" (intreccio, cucito) conferisce loro dignità artistica. Un'altra costante della sua opera è l'esplorazione delle interazioni fra spazio interiore, identità, vita privata e spazio sociale.
Nel 2017, il Metropolitan Museum di New York le dedica la mostra retrospettiva The Sky is a Great Space.
Muore all'età di 93 anni a Torino. Le sue ceneri riposano al Cimitero Monumentale di Milano, nell'edicola della famiglia Merz.

## Esposizioni principali
- 1966 - Prima esposizione, nel suo atelier
- 1969 - Stedelijk Museum, Amsterdam
- 1969 - Museum Folkwang, Amsterdam
- 1972 - III Biennale Internationale della Giovane Pittura, Museo Civico, Bologna
- 1972 - Biennale di Venezia
- 1973 - X quadriennale di Roma, Palazzo delle Esposizioni, Roma
- 1980 - Biennale di Venezia
- 1981 - Centre Georges-Pompidou, Parigi
- 1982 - Palazzo delle Esposizioni di Roma
- 1982 - Documenta 7 de Kassel
- 1983 - Museo marittimo di Los Angeles, Harbor Museum, Los Angeles
- 1985 - Biennale di Venezia
- 1985 - Castello di Rivoli, Torino
- 1986 -Chambre d'amis, Museo municipale d'arte contemporanea, Gand
- 1988 - Biennale di Venezia
- 1989 - Museum Ludwig, Colonia
- 1992 - Documenta 9 di Kassel
- 1992 - Musée d'art contemporain de Lyon, Lyon
- 1993 - Biennale di Venezia
- 1994 - Centre Georges Pompidou (monografica)
- 1994 - Guggenheim Museum, New York
- 1995 - Kunstmuseum Wolfsburg
- 1995 - Kunstmuseum Wintherhur, Svizzera (monografica)
- 1996 - Stedelijk Museum d'Amsterdam (monofrafica)
- 1998 - Galleria Arte Moderna, Bologna (prima mostra personale in un museo italiano)
- 2001 - Biennale di Venezia: Premio speciale della giuria spécial
- 2001/2003 - Zero to Infinity: Tate Modern, Londra; Walker Art Center, Minneapolis; Museo d'arte contemporanea di Los Angeles; Hirshhorn Museum, Washington, D.C.
- 2003 - Kunstmuseum Wintherhur (monografica)
- 2007 - Palazzo Fortuny, Venezia
- 2007 - Museo d'arte contemporanea DonnaREgina, Napoli (monografica)
- 2008 - Biennale di Sydney
- 2010 - Kunstmuseum Liechtenstein
- 2011 - Castello di Rivoli, Torino
- 2012 - Fondazione Merz, Torino (monografica)
- 2012/2013 - MAXXI - Museo nazionale delle arti del XXI secolo
- 2013 - Biennale di Venezia: Leone d'oro, menzione speciale della giuria
- 2017 - The Metropolitan Museum of Art, New York (retrospettiva)

## Collezioni pubbliche
- Tate Modern
- Walker Art Center
- Castello di Rivoli